# The Worst Is Yet to Come
"The Worst Is Yet to Come" é uma canção da Primeira Guerra Mundial lançada em 12 de dezembro de 1918 por Bert Grant, como compositor, Sam M. Lewis e Joe Young como compositores. A canção foi publicada pela Waterson, Berlin & Snyder, Inc. na cidade de Nova York. Billy Murray cantou a música também. O artista Albert Wilfred Barbelle desenhou a capa da partitura. Em uma versão da capa, um soldado está em posição de golpear com a baioneta um prisioneiro na cama.
A letra da música zomba descaradamente de Guilherme II, o imperador alemão durante a Primeira Guerra Mundial. O segundo verso diz: 
Oh! Willie, Willie, wild fellow,
Growing up so high,
You'd better order your coffin now

Because you're gonna die!
O refrão da música afirma com alegria aos alemães que a partir daqui só vai piorar e que o "louco Kaiser" deve desistir:
But the worst is yet to come,
The worst is yet to come,
You won't know what it's all about
Or where it's coming from.
You said you'd plaster Paris
With your Hindenburg machine,
But now it looks as if you're on the road to Paris Green.
But the worst is yet to come.
You tried to put whole world on the bum;
Now, you crazy Kaiser, you've got to give up,
You've got to give up,
You've got to give up;
But don't let it worry you,

The worst is yet to come!

## Refências
1. 1 2  «The worst is yet to come». Library of Congress, Washington, D.C. 20540 USA. Consultado em 26 de dezembro de 2023
2. ↑  Parker, Bernard S. (2007). World War I Sheet Music. Jefferson: McFarland & Company, Inc. p. 796. ISBN 978-0-7864-2799-4.